# Extraños y amantes
Extraños y amantes es una telenovela argentina producida por la cadena ATC en el año 1985 de la mano de María Herminia Avellaneda. Protagonizada por Cecilia Roth y Jorge Marrale, con las participaciones estelares de Carola Reyna, Mario Pasik, Silvia Baylé y Antonio Grimau. Además contó con la participación de los primeros actores Perla Santalla, Elsa Berenguer y Ana María Casó.

## Elenco
- Cecilia Roth - María Enriqueta Corvalán
- Jorge Marrale - Enrique Santibáñez
- Eleonora Wexler - Perla
- Perla Santalla - Carmen Medina
- Carola Reyna - Ana María
- Silvia Baylé - Carmen "Carmencita" Medina
- Elsa Berenguer - Nathalie Semprum
- Mario Pasik - Manuel Spil
- Chunchuna Villafañe - Micaela Villarreal
- Antonio Grimau - Douglas Sanderson
- Antonio Caride - Alberto Méndez
- Lucrecia Capello - Dolores
- Daniel Lago - Emilio
- Ana María Casó - Miss Mary Gould
- Diego Varzi - Fabián Montana
- Elvira Vicario - Isabel
- Natalio Hoxman - Luis
- Gustavo Luppi - Rafael
- Nora Nuñez - Teresa
- Andrea Rodríguez - Stella Maris
- Christian Cardozo - Alberto "Albertito" Méndez
- Luciana Wexler - Normita

## Equipo técnico
- Historia original: César Duáyen, Rosa Fabbri, Máximo Soto y Graciela Teisaire
- Producción y dirección: María Herminia Avellaneda